# 톈중광
톈중광(중국어 정체자: 田中光, 병음: Tián Zhōngguāng, 한자음: 전중광)은 중화민국의 외교관으로, 중화민국 외교부의 전무부장이다.

## 학력
- 세인트 토마스 대학교 (플로리다) MBA
- 푸런 대학 영문학사

## 같이 보기
- 중화민국 외교부